# Anja Prša
Anja Prša, slovenska nogometašica, * 9. junij 1994.
Od leta 2009 igra za ŽNK Pomurje v 1.SŽNL. S klubom je nastopila tudi v Ligi prvakov. Za člansko reprezentanco je prvič nastopila novembra 2011 na kvalifikacijski tekmi za Euro 2013 proti Nizozemski.